# Juanita Moore
Juanita Moore, född 19 oktober 1914 i Greenwood i Mississippi, död 1 januari 2014 i Los Angeles, var en amerikansk skådespelare.
Moore filmdebuterade 1949 i Elia Kazans långfilm En droppe negerblod. Under 1950-talet spelade hon främst roller som hembiträden. Vid Oscarsgalan 1960 blev Moore den femte afroamerikanen någonsin att nomineras till en Oscar. Hon nominerades för sin roll som Annie Johnson i Den stora lögnen.

## Filmografi i urval
- 1949 – En droppe negerblod
- 1952 – Trinidad
- 1952 – Duellanten
- 1952 – Kjolar, ohoj!
- 1954 – Vittne till mord
- 1955 – Skandalfängelset
- 1956 – Signal från okänd
- 1956 – Flickan rår inte för det
- 1959 – Den stora lögnen
- 1961 – Tammy – flickan från floden
- 1962 – Den heta vägen
- 1963–1965 – The Alfred Hitchcock Hour (TV-serie) (tre avsnitt)
- 1966 – Med en sång i mitt hjärta
- 1968 – Angivaren
- 1974 – Brottsplats Chicago
- 1981 – Pappa till varje pris
- 1982 – O'Hara's Wife
- 2000 – Cityakuten (TV-serie) (1 avsnitt)
- 2001 – Vem dömer Amy? (TV-serie) (1 avsnitt)